# FC Plavi Team/Stockholm
FC Plavi Team/Stockholm är en fotbollsförening från Solna i Stockholms län. Föreningen grundades som FK Plavi Team av jugoslaviska invandrare 1972. Namnet kommer av det serbokroatiska ordet för blå, "plavi", vilket tillika var smeknamnet på det jugoslaviska landslaget.

## FK Plavi Team
Som FK Plavi Team deltog laget i division 3 1991 och kvalificerade sig ånyo för division III 1993 genom att vinna division IV Stockholm mellersta 1992. Efter säsongen slogs dock FK Plavi Team samman med mer bemärkta FK Sumarice (som just döpts om till FC Stockholm) och bildade FC Plavi Team/Stockholm. Namnet till trots spelade den sammanslagna föreningen i Solna.

## FC Plavi Team/Stockholm
Efter en tredjeplats i division III 1993 vann föreningen division III Norra Svealand 1994 och tog steget upp till division II. Laget klarade en mittenplacering såväl 1995 som 1996, klarade nytt kontrakt med liten marginal 1997, drabbades sedan av spelaflykt och åkte ur division II efter blott två poäng 1998. Föreningen rasade nu i seriesystemet, man slutade sist i sina serier ytterligare tre år i följd och spelade därför i division VI 2002. Laget har sedan dess stabiliserat sig på en lägre nivå, vanligen tillhör man division V eller division VI.